# Les Richter
Leslie Alan Richter (26 de outubro de 1930 - 12 de junho de 2010) foi um  jogador de futebol americano e dirigente esportivo norte-americano. Como jogador, disputou a National Football League pelo Los Angeles Rams. Mais tarde, foi chefe de operações da NASCAR e presidente da International Riverside Raceway. Leslie foi eleito para o Hall da fama do futebol americano em 2011.